# سيريل أوزمان
سيريل أوزمان (بالإنجليزية: Cyril Ousman)‏ هو دبلوماسي بريطاني عمل كنائب لقنصل بريطانيا في المملكة العربية السعودية. تعرض في 1951 للقتل على يد الأمير مشاري بن عبد العزيز آل سعود في مدينة جدة بعد اختلاف نشب بينهما يعتقد أنه متعلق بتناولهما للكحوليات.